# 노루발아과
노루발아과(---亞科, 학명: Pyroloideae 피롤로이데아이[*])는 진달래과의 아과이다. 크론퀴스트 분류 체계에서는 진달래목에 속하는 노루발과(Pyrolaceae)로 분류했으나, APG 분류 체계에서는 진달래과에 포함하여 분류한다. 주로 북반구의 온대에 분포하고 있다. 전 세계에 4속의 37종 가량이 알려져 있는데, 한국에는 노루발·매화노루발·분홍노루발·새끼노루발 등의 3속 10여 종이 분포하고 있다. 대부분 풀이지만, 종에 따라서는 작은 떨기나무인 것도 있다. 잎은 모양이 단순하고 보통 자루가 있는데 턱잎은 없다. 꽃은 양성화로 방사대칭이며, 꽃잎은 서로 떨어져 있거나 또는 밑부분이 붙어 있다. 씨방은 상위로 1-6개의 방으로 나뉘어 있는데, 각 방에는 1개의 주피로 싸인 여러 개의 밑씨가 만들어진다. 열매는 대부분 삭과이지만 종에 따라서는 액과인 것도 있다.

## 하위 분류
- 노루발속(Pyrola L.)
- 매화노루발속(Chimaphila Pursh)
- 새끼노루발속(Orthilia Raf.)
- 홀꽃노루발속(Moneses Salisb. ex Gray)